# La Liberté (Manitoba)
Pour les articles homonymes, voir La Liberté (homonymie).
Le journal La Liberté a été fondé en 1913 par Monseigneur Louis-Philippe-Adélard Langevin, évêque de Saint-Boniface dans le Manitoba au Canada, et fête son centenaire en 2013.
En 1970, la Société franco-manitobaine crée « Presse-Ouest ». Cette société est propriétaire du journal.
La rédaction est installée au 420 des Meurons, à Saint-Boniface.
La Liberté est un hebdomadaire qui paraît tous les mercredis. Quelque 30 000 personnes lisent le journal, qui est tiré à 6200 copies.
La Liberté est éditée en langue française. Le journal est diffusé par abonnement ainsi que distribué dans les kiosques à journaux, à Winnipeg ainsi que dans les communautés francophones du Manitoba et les écoles  Franco-manitobaines.
La Liberté est membre de l’Association de la Presse Francophone.

## Quelques contributeurs
Réal Bérard (Cayouche)
Cécile Mulaire (Club Bicolo)
Jean-Eric Ghia, directeur scientifique (Science Mag Junior)

## Sources
1. ↑  
Radio-Canada, « 100 ans de La Liberté : souvenirs d'un journal », sur www.radio-canada.ca, 25 juin 2013 (consulté le 17 août 2013)
2. ↑  Données techniques du journal
3. ↑  « La Liberté sciences mag junior », sur Sciencemagjunior (consulté le 5 novembre 2020)